# Bertiera laurentii
Bertiera laurentii är en måreväxtart som beskrevs av De Wild.. Bertiera laurentii ingår i släktet Bertiera och familjen måreväxter. Inga underarter finns listade i Catalogue of Life.